# Юсьва (приток Иньвы)
Юсьва (с пермских языков —  «лебединая река») — река в России, протекает в Кудымкарском и Юсьвинском районах Пермского края. Устье реки находится в 99 км по правому берегу реки Иньва. Длина реки составляет 78 км, площадь водосборного бассейна 522 км².
Исток реки в Кудымкарском районе в 18 км к западу от села Верх-Юсьва. Генеральное направление течения — восток и северо-восток. Верхнее течение проходит по Кудымкарскому району, среднее и нижнее — по Юсьвинскому. Долина реки плотно заселена, крупнейший населённый пункт на реке, районный центр село Юсьва, находится в нижнем течении. Кроме него река протекает сёла и деревни Юсьвадор, Бормотова, Селькова, Галина, Канамова, Гайшор, Верх-Юсьва, Бурлова, Мучаки (Кудымкарский район); Чубарово, Бачизево, Мелюхино, Терино, Жганево, Белюково, Асаново, Баранчиново, Жиганово, Черемново (Юсьвинский район). Притоки — Бараншор, Сергашор, Бачемья, Куштылка, Ядьва, Космос (левые); Ыджидшор, Гешор, Вельшор, Пальник, Филипповка, Тарабаевка, Сивашорка, Еланка, Почашорка, Везжайка (правые). Впадает в Иньву ниже села Архангельское. Ширина реки у устья около 15-20 метров.

## Этимология
Название реки изначально называлась Юсва, которое имеет финно-угорское происхождение и связан двумя общепермскими словами: юськ — «лебедь» и ва — «река», то есть Юсва — «лебединная река».

## Данные водного реестра
По данным государственного водного реестра России относится к Камскому бассейновому округу, водохозяйственный участок реки — Кама от города Березники до Камского гидроузла, без реки Косьва (от истока до Широковского гидроузла), Чусовая и Сылва, речной подбассейн реки — бассейны притоков Камы до впадения Белой. Речной бассейн реки — Кама.
По данным геоинформационной системы водохозяйственного районирования территории РФ, подготовленной Федеральным агентством водных ресурсов:
- Код водного объекта в государственном водном реестре — 10010100912111100008243
- Код по гидрологической изученности (ГИ) — 111100824
- Код бассейна — 10.01.01.009
- Номер тома по ГИ — 11
- Выпуск по ГИ — 1